# Forau de la Tuta
 (juillet 2022).
Pour les articles homonymes, voir Tuta.
Le Forau de la Tuta est un site archéologique espagnol situé à Artieda, dans la province de Saragosse, en Aragon. Il comprend les ruines d'une ancienne cité de l'Empire romain dont le nom a été perdu ainsi que celles ultérieures d'une communauté du Moyen Âge chrétien. Il a été découvert en 2018.